# Acromantis japonica
Acromantis japonica je druh kudlanky z čeledi Hymenopodidae, podčeledi Acromantinae, přirozeně se vyskytující v Japonsku, na Korejském poloostrově, na Tchaj-wanu a v Číně. Druh byl popsán roku 1889 anglickým entomologem Johnem Obadiahem Westwoodem.